# Округ Аламанс (Северна Каролина)
Аламанс (енгл. Alamance County) је округ у америчкој савезној држави Северна Каролина.

## Демографија
По попису из 2010. године број становника је 151.131, што је 20.331 (15,5%) становника више него 2000. године.
| Група             | 2000.          | 2010.           |
| Белци             | 94.768 (72,5%) | 101.718 (67,3%) |
| Афроамериканци    | 24.544 (18,8%) | 28.369 (18,8%)  |
| Азијати           | 1.172 (0,9%)   | 1.837 (1,2%)    |
| Хиспаноамериканци | 8.835 (6,8%)   | 16.639 (11,0%)  |
| Укупно            | 130.800        | 151.131         |